# جورج البهجوري
جورج البهجوري (13 ديسمبر 1932 -) هو رسام كاريكاتير مصري. 

## حياته ونشأته
جورج عبد المسيح بشاي شنودة ساليدس جرجس. ولد 13 ديسمبر 1932 في الأقصر جنوب مصر، وهو الابن الثالث من أسرة متوسطة عاشت ما بين الأقصر والمنوفية والقاهرة.، تخرج في كلية الفنون الجميلة بالقاهرة. درس في كلية الفنون الجميلة بباريس قسم التصوير. عمل كرسام كاريكاتيري منذ عام 1953 حتى عام 1975 في مجلتي روز اليوسف وصباح الخير. سافر إلى باريس في عام 1975، وأقام بها حتى عودته إلى القاهرة مرة أخرى في تسعينيات القرن الماضي.
أقام البهجوري عشرات المعارض في سائر أرجاء العالم. فاز بجوائز كثيرة، منها الجائزة العالمية الأولى في الكاريكاتير في روما في عامي 1985 و1987.

## معارض فنية
- أقام معرضه الشخصي (الأقصر) في جاليري تجريد في مدينة الرياض في أكتوبر 2022.[3]
- أقام معرضه الشخصي (بالشقلوب) في جاليرى أرت توك في الزمالك في يناير 2022.[4]

## كتب
- أيقونة فلتس
- بهجر في المهجر
- من بهجورة إلى باريس
- الرسوم الممنوعة

## جوائز
- الجائزة العالمية الأولى في الكاريكاتير في روما في سنه 1985 و1987
- إيطاليا Ancona, Italy، 1992
- إسبانيا Teneriffa, Spain ,1990
- جائزة الملك عبد الله الثاني للابداع والآداب والفنون